# Neochactas garciai
Neochactas garciai es una especie de escorpión de la familia Chactidae .

## Distribución
Esta especie es endémica del estado Bolívar en Venezuela. Se encuentra cerca de la Gran Sabana.

## Sistemática y taxonomía.
Esta especie fue descrita bajo el protónimo Broteochactas garciai por González-Sponga en 1978. Fue colocada en el género Neochactas por Soleglad y Fet en 2003.

## Etimología
Esta especie recibe su nombre en honor a Edgard García.

## Publicación original
- González Sponga, 1978: Escorpiofauna de la región oriental del Estado Bolívar, en Venezuela.